# 稔町 (弘前市)
稔町（みのりちょう）は、青森県弘前市の地名。郵便番号は036-8231。2017年6月1日現在の人口は681人、世帯数は404世帯。

## 地理
- 弘南鉄道大鰐線沿線弘前学院大前駅裏手および青森県道130号桔梗野富田線南側、土淵川西側の町。北は西ケ丘町、西は清富町、西から西南にかけ旭ケ丘・清水富田桔梗流・清水流、西南から南は城南、南東から東にかけ中野（西弘前）と接する。
- また、弘前学院大学・弘前大学が近いことから、下宿・アパートが多く見られる。

## 沿革
- 1968年（昭和43年）～現在 - 清水富田・原ケ平から分離、稔町になる。

## 地名の由来
- かつての富田清水の小字名から。

## 施設

### 教育
- 弘前学院大学

### 医療
- 副島胃腸科内科
- 副島歯科医院

### 商業
- 電機のたけばやし
- めん房たけや
- 武林自動車販売

### かつて存在した施設
- 弘前みなみ幼稚園 - 1999年8月、原ケ平へ移転した。

## 小・中学校の学区
市立小・中学校に通う場合、学区は以下の通りとなる。
| 大字 | 番地 | 小学校             | 中学校             |
| ---- | ---- | ------------------ | ------------------ |
| 稔町 | 全域 | 弘前市立文京小学校 | 弘前市立第三中学校 |

## 交通
- 弘南バス
  - 西ヶ丘（弘前駅 - 金属団地・桜ヶ丘線、他）停留所。
  - 城南一丁目（ミニバス 城南経由桜ヶ丘団地線）停留所。
- 弘前学院大前駅